# Carmen Argenziano
Carmen Antimo Argenziano (Sharon, 27 oktober 1943 - Los Angeles, 10 februari 2019) was een Amerikaans acteur.

## Biografie
Argenziano werd geboren in Sharon als zoon van Elizabeth Stella Falvo en Joseph Guy Argenziano. Argenziano heeft drie kinderen, twee zonen en een stiefdochter.

## Filmografie

### Films
Selectie:
- 2009 Angels & Demons – als pastoor Silvano Bentivoglio
- 2003 Identity – als advocaat van de verdediging
- 2001 Swordfish – als agent
- 2000 Gone in 60 Seconds – als rechercheur Mayhew
- 1999 Blue Streak – als kapitein Penelli
- 1996 Broken Arrow – als generaal Boone
- 1994 Don Juan DeMarco – als Don Alfonzo
- 1991 Knight Rider 2000 – als Russell Maddock
- 1990 The First Power - als Luitenant Grimes
- 1988 Red Scorpion – als Zayas
- 1988 The Accused – als D.A. Paul Rudolph
- 1988 Baja Oklahoma – als Roy Simmons
- 1988 Stand and Deliver – als Molina
- 1979 When a Stranger Calls - als dokter Mandrakis
- 1975 Capone – als Jack McGurn
- 1974 The Godfather Part II – als buttonman van Michael
- 1974 Caged Heat – als undercover worstelaar

### Televisieseries
Selectie:
- 2008-2009 The Young and the Restless – als D.A. Dennis Ellroy – 11 afl.
- 2006-2008 CSI: NY – als inspecteur Stanton Gerrard – 6 afl.
- 2007 House – als Henry Dobson – 3 afl.
- 1998-2005 Stargate SG-1 – als Selmak / Jacob Carter – 25 afl.
- 1996 L.A. Firefighters – als rechercheur Lou Cerone – 3 afl.
- 1995-1996 Sisters – als kapitein Smiley – 4 afl.
- 1992-1994 Melrose Place – als Dr. Stanley Levin – 8 afl.
- 1989-1990 Booker – als Chick Sterling – 22 afl.
- 1986-1990 L.A. Law – als advocaat Neil Robertson – 4 afl.
- 1989 Heartbeat – als Dr. Nathan Solt – 12 afl.

- Bibliothèque nationale de France: cb140478411 (data)
- Gemeinsame Normdatei: 1024441105
- International Standard Name Identifier: 0000 0001 1441 9329
- Library of Congress Control Number: nr2002001577
- Nationale Bibliotheek van Israël: 987007458729005171
- Virtual International Authority File: 36850810
- WorldCat: E39PBJwMFrw3ppvRyJfhXpXGHC

1. ↑  . Gearchiveerd op 6 april 2023.